# ニュース川

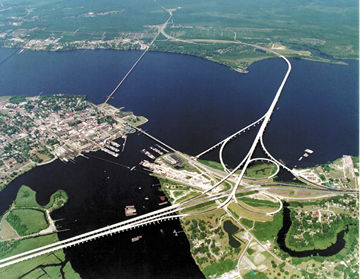
ニューバーンでトレント川（手前）のニュース川（後方）への合流点での三つの橋。ニュース川の左の小さく見える橋は鉄道橋。

ニュース川（ニュースがわ、英: Neuse River）は、アメリカ合衆国ノースカロライナ州の中部から南西へ流れ、大西洋に注ぐ同州最大の川である。

## 概要
ニュース川はアメリカ合衆国ノースカロライナ州の中部のダーラム郡でフラット川（Flat River）とイーノ川（Eno River）の合流点から発して、フォールズ人口湖（Falls Lake）を経て南西へ流れる。そこからさらに同州中部の大両都市ダーラム、ローリーのそばを通り、途中ゴールズボロ、キンストンを通過して、パムリコ郡のニューバーン北緯35度06分30.6秒 西経77度02分38.8秒 / 北緯35.108500度 西経77.044111度座標: 北緯35度06分30.6秒 西経77度02分38.8秒 / 北緯35.108500度 西経77.044111度で大西洋岸のパムリコ・サウンドへそそいで、大西洋へ達する。総延長443kmである。

## 名前

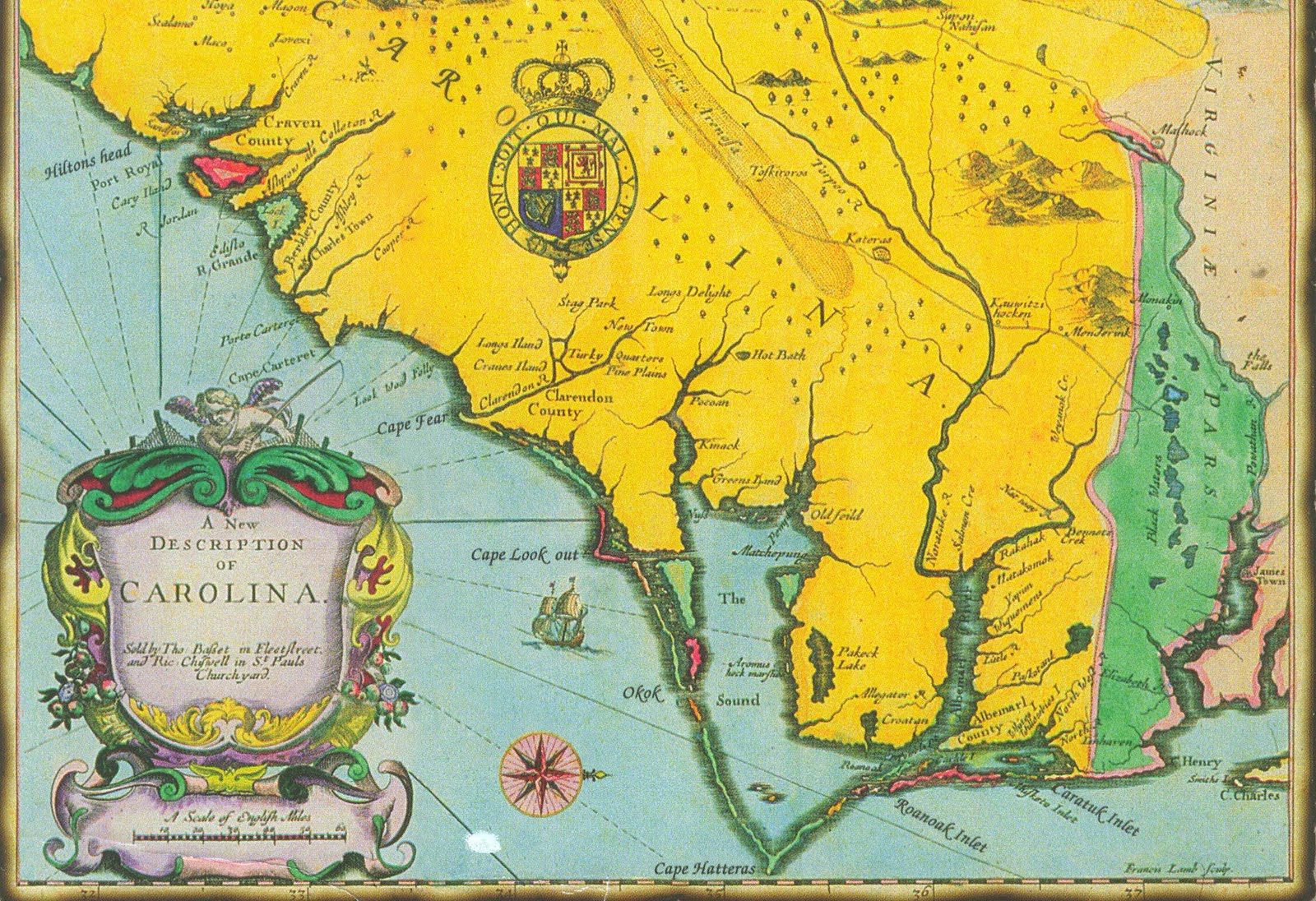
17世紀の地図には河口「Nuss」がある。

ノースカロライナ州はウォルター・ローリーのロアノーク植民地など、英国からの植民が古くから行われた所で、その後も続いた3カ所の植民地内のひとつがアメリカ州の先住民族Neusiok族が住んでいた所で、その名からニュース川の名称が生まれた。

## その他
この川に沿ってニュース川トレイル（Neuse River Trail）がある。

## 参照項目
- パムリコ湾
- ノースカロライナ州の河川一覧 (List of rivers of North Carolina)